# 2-Nonanol
2-Nonanol ist eine natürlich vorkommende chemische Verbindung aus der Stoffgruppe der aliphatischen Alkohole. Neben beiden Enantiomeren (R)-2-Nonanol und (S)-2-Nonanol existieren weitere Strukturisomere, zum Beispiel das 1-Nonanol, 3-Nonanol und 4-Nonanol.

## Vorkommen

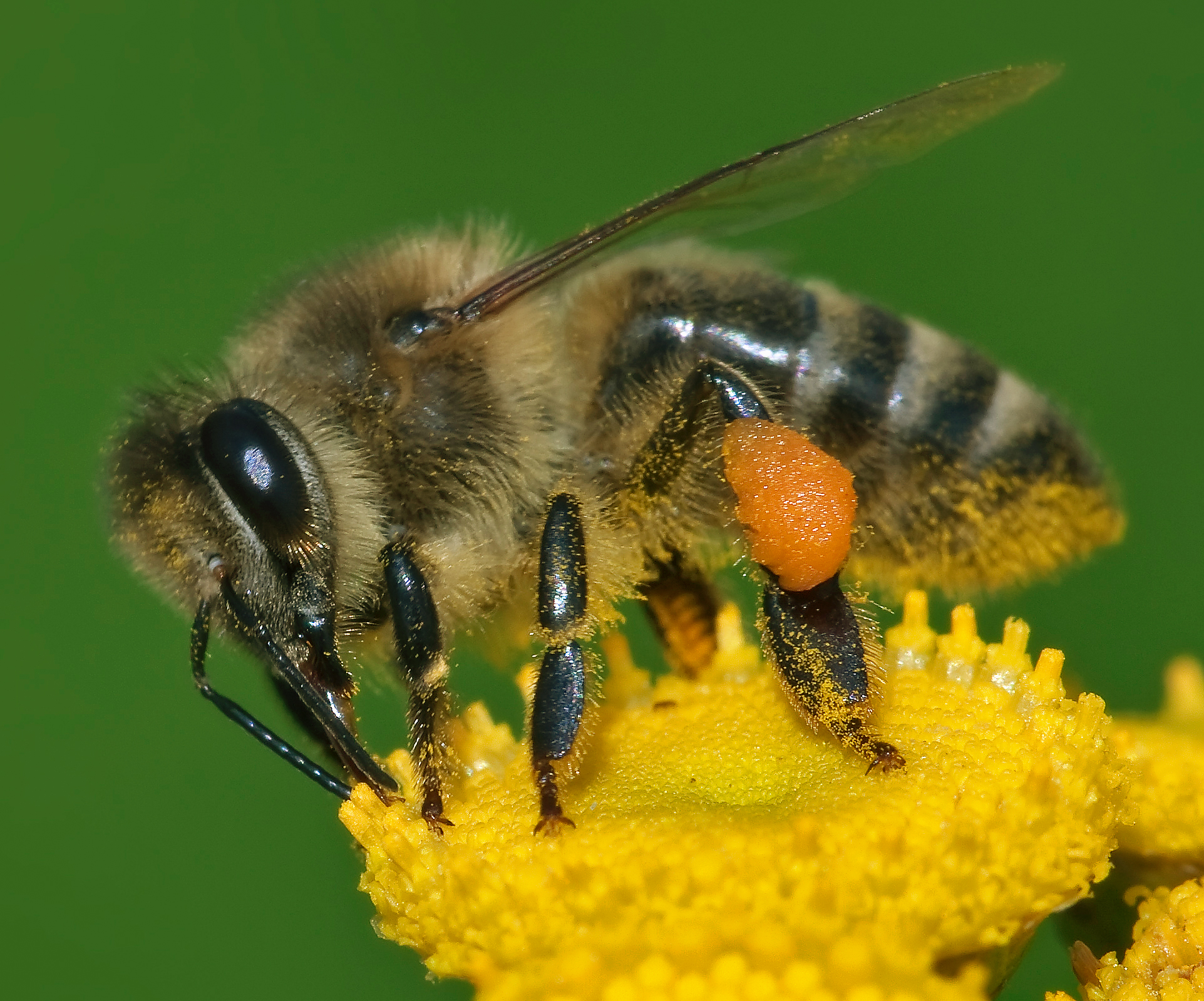
Honigbiene (Apis mellifera)

Natürlich kommt Nonan-2-ol in Ingwer (Zingiber officinale), dem Aromaextrakt der Wald-Erdbeeren, in Dill (Anethum graveolens), Boldo (Peumus boldus), Weinraute (Ruta graveolens), dem Gewürznelkenbaum (Syzygium aromaticum),
und in den Sekreten einer Reihe von Insekten vor. Der Alkohol ist ein Pheromon der Honigbiene.

## Eigenschaften
Von 2-Nonanol existieren zwei Stereoisomere. Praktische Bedeutung hat allerdings nur das Racemat. Dieses hat einen Schmelzpunkt bei −35 °C. Der Siedepunkt unter Normaldruck liegt bei 198 °C. Die Dampfdruckfunktion ergibt sich nach Antoine entsprechend log10(P) = A−(B/(T+C)) (P in Pa, T in °C) mit A = 10,179, B = 1961,437 und C = 189,330 im Temperaturbereich von 253 bis 353 K. Die kritische Temperatur liegt bei 377 °C, der kritischer Druck bei 25,3 bar und das kritische Volumen bei 0,575 l·mol−1.
Die Dämpfe der schwer entzündbaren Flüssigkeit (Flammpunkt 82 °C) können mit Luft beim Erhitzen des Stoffes über seinen Flammpunkt explosive Gemische bilden.

## Verwendung
Nonan-2-ol wird – ebenso wie die isomeren Nonan-3-ol und Nonan-4-ol – als Bestandteil von  Parfüms sowie als Aromastoff in Lebensmitteln, etwa Backwaren, eingesetzt.